# Cervantes de León
Cervantes de León es un personaje ficticio de la saga de videojuegos de lucha Soulcalibur. Su primera aparición fue en Soul Edge (primera entrega) donde aparecía como el jefe final. Después apareció en Soulcalibur, Soulcalibur II, Soulcalibur Legends, Soulcalibur III, Soulcalibur IV, Soulcalibur V y Soulcalibur VI.

## Historia
El padre de Cervantes, Felipe de León, fue un corsario enviado a una misión especial del rey de España para saquear otros barcos. Un día, navegó cerca de un buque inglés con la intención de saquearlo, solo para descubrir demasiado tarde que se trataba de un buque de guerra. Fue tomado por sorpresa, su barco fue destruido, y murió junto con él. Cervantes, devastado, decidió que si eso es lo que sucede a los marineros que juran lealtad a España, él la abandonaría y se convertiría en pirata. Un día, recibió un mensaje del "mercader de la muerte", Vercci. Se trató de una petición para encontrar a Soul Edge. En un primer momento Cervantes desestimó la oferta, pero finalmente aceptó, por lo que Vercci fue el comerciante que le daría la artillería de su nave, el "Adrián". Después de un año de búsqueda, Cervantes encontró la información que apuntaba a un comerciante de antigüedades con un "artículo extraño". No hubo pruebas concretas de que dicho artículo era Soul Edge, pero Cervantes era un pirata, y podría encontrar cualquier uso para la dotación del buque de mercancías, aunque Soul Edge no estuviera allí. Cervantes atacó el buque, y nadie oyó hablar de él por más de veinte años.
Lo que ocurrió en esos 20 años fue que Cervantes había obtenido Soul Edge en ese buque, y que lo volvió loco, ya que devoraba su alma. Su locura le causó matar a cualquiera que viniera en busca de Soul Edge, incluyendo su propio equipo y toda la población de su tierra natal, una ciudad portuaria en Valencia, un reinado de terror que duró veinte años. Li Long fue el primero en enfrentarse a él para poseer a Soul Edge, pero fue derrotado por su aplastante poder. Trató de escapar, y Cervantes le persiguió. Sin embargo, Li Long huyó con éxito. Después de eso, Sophitia Alexandra, Taki y Siegfried Schtauffen se enfrentaron a Cervantes. Durante la batalla, Sophitia fue gravemente herida, pero Cervantes fue derrotado. Sin embargo, ese no fue el final de Cervantes. Nightmare, el nuevo anfitrión de Soul Edge, sin saberlo, lo resucitó utilizando los fragmentos de Soul Edge aún presentes dentro del cuerpo de Cervantes. Esto, no obstante, tuvo consecuencias; todos los recuerdos de su vida pasada desaparecieron. En el transcurso de los siguientes tres años, Cervantes navegó en un barco fantasma, saqueó y malogró buques en todo el mundo. Sus recuerdos poco a poco regresaron, junto con el deseo de buscar a Soul Edge de nuevo, aunque él sabía que esto le había robado la voluntad. Durante la búsqueda de Soul Edge, Cervantes se dio cuenta de que la segunda espada había sido destrozada al encontrar fragmentos de la misma. Cervantes pensó entonces si la Soul Edge había sido definitivamente conquistada, pero en ese momento, los fragmentos de la segunda espada se unieron creando una pieza más grande de la espada. Los siguientes cuatro años Cervantes comenzó su intento de robar las almas y recoger fragmentos adicionales. Finalmente, los fragmentos tomaron la forma de una espada legítima. El nuevo objetivo de Cervantes fue entonces recuperar Soul Edge, y para ello, necesitaba la mayor cantidad de fragmentos que pudiera encontrar.
Al hacer uso de los fragmentos de la espada maldita dentro de su cuerpo, Cervantes logró preservar su propia voluntad.

## Resumen
Cervantes fue un pirata español de 48 años, capitán del barco Adrián que tras encontrar la espada maligna Soul Edge, es poseído por ella. Se convierte en un ser despiadado que va sembrando el miedo por donde va, llegando incluso a matar a toda su tripulación, (algo que no recuerda). En el videojuego Soul Blade es derrotado por Taki, Sophitia y Siegfried, pero este último acaba siendo poseído por Soul Edge, ocupando el lugar de Cervantes. Años después, en el videojuego Soulcalibur, Cervantes vuelve del mundo de los muertos con un solo objetivo: conseguir la Soul Edge. Desde entonces, Cervantes no envejece y en su camino en la búsqueda de Soul Edge, se revela que es el padre de Ivy.

## Estilo de lucha
Lucha usando dos armas: en Soul Blade lleva la Soul Edge en dos espadas (la forma de Soul Edge se adapta al estilo de lucha del poseído), mientras que en Soulcalibur lleva una espada en su mano derecha y una daga con una pistola en el mango en su mano izquierda. Además, la espada Soul Edge le proporcionó poderes sobrehumanos muy útiles en combate. 
Su estilo de pelea es basado en el arte marcial filipino (colonia española en aquel momento) conocido como Eskrima, también llamado Kali o Arnis, y esgrima española, del cual se pueden observar perfectas técnicas como "la redonda", "el doblete" así como algunos agarres propios de este arte marcial.
Cervantes es rápido y tiene de las mejores combinaciones en el juego, que bien usada pueden matar al enemigo. Una muestra de estas se encuentran en un vídeo extra en el Museo de Soulcalibur III. Cervantes puede usar su pistola también, lo que le da ventaja a cierta distancia, aunque el disparo es lento.